# Angelo Schirinzi
Angelo Schirinzi [ˈandʒelo skiˈriːntsi] (* 5. November 1972 in Basel) ist ein Schweizer Fußballtrainer. Er war früher Spielertrainer und danach Trainer der Schweizer Beach-Soccer-Herren-Nationalmannschaft.

## Leben

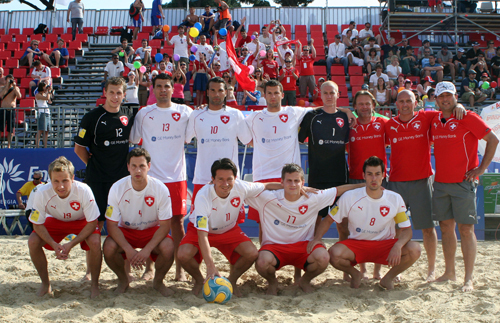
Team der Nationalmannschaft an der FIFA-Weltmeisterschaft 2009 (Schirinzi ist der dritte von links kniend mit der Nummer 11)

Schirinzi ist ausgebildeter Fußballtrainer und besitzt die höchsten Schweizer Trainerdiplome (UEFA Pro Lizenz). Im Auftrag der FIFA hat Angelo Schirinzi das Lehrbuch über Beach Soccer verfasst und unter anderem in Mauritius, an der Elfenbeinküste, auf den Salomonen, im Iran, auf Tahiti und im Oman bei der Implementierung und Trainerausbildung von Beach Soccer in den jeweiligen Landesverband mitgeholfen.
Aufsehen erregte die Nationalmannschaft mit dem Gewinn der Silbermedaille bei der FIFA-Weltmeisterschaft 2009 in Dubai. Ein weiterer Erfolg war der Gewinn der Europameisterschaft im Jahr 2005 und der Titel der European Beach Soccer League im 2012. Im Jahr erreichten die Schweizer unter der Leitung von Schirinzi bei der WM in Russland den 3. Platz. 
Schirinzi führte die Schweiz seit 2009 an 6 FIFA Beach Soccer Weltmeisterschaften (2009 Dubai, Vereinigte Arabische Emirate; 2011 Ravenna, Italien; 2015 Espinho, Portugal und 2017 Nassau, Bahamas, 2019 Paraguay und 2021 Moskau, Russland). Im 2015 qualifizierte sich die Schweiz für die ersten Europäischen Olympischen Spiele in Baku, Azerbaidschan. Die Schweiz spielt seit 2004 in der A Gruppe der Euroleague. 2022 gelang mit der Schweiz ein weiteres sportliches Highlight mit dem Gewinn des Europameistertitels der European Beach Soccer League.
2013 überraschte Schirinzi mit Tahiti, als er den Inselstaat auf Platz 4 der FIFA-Weltmeisterschaft im eigenen Land brachte. Schirinzi wurde mit dem Verdienstorden Chevalier de Tahiti Nui geehrt.
Auf Clubebene gewann Schirinzi als Spielertrainer mit den Sable Dancers die Schweizermeisterschaft und den Schweizer Cup. Als Spieler spielte er bei Lazio Beach Soccer und Pisa Beach Soccer. Als Trainer wurde er mit BSC Kristall 2018, 2019 und 2021 Russischer Meister. 2018, 2019, 2020 und 2021 gewann Schirinzi mit BSC Kristall den Russischen Cup. Zudem gewann er mit dem St. Petersburger Team Kristall 2020 und 2021 den Euro Beach Soccer Winners Cup, das Pendant zur Champions League in Beach Soccer.
Im November 2022 wurde Angelo Schirinzi an den Beach Soccer Stars Awards von BSWW (Beach Soccer World Wide) als weltbester Coach des Jahres 2022 ausgezeichnet.

## Trainerkarriere

### Trainerdiplome
| Jahr | Diplom                                                                 |
| ---- | ---------------------------------------------------------------------- |
| 1999 | Kinderfussball-Ausbilder                                               |
| 2000 | J+S-Leiterausweis SFV C-Dipolm / UEFA C diploma                        |
| 2001 | SFV B-Dipolm / UEFA B diploma                                          |
| 2002 | SFV A-Dipolm / UEFA A diploma                                          |
| 2007 | Instruktorendiplom SFV                                                 |
| 2011 | UEFA Pro Lizenz                                                        |
|      | Swiss Olympics: Trainer Leistungssport mit eidgenössischem Fachausweis |

### Erfolge mit der Schweizer Beach Soccer Nationalmannschaft als Spielertrainer und Trainer
| Jahr | Award |
| ---- | --- |
| 2001 | Beach Soccer Euro Cup in Gran Canaria                                                                            |
| 2001 | Prince Albert Monaco Selection Team                                                                              |
| 2002 | Best Scorer EBSL Alanya                                                                                          |
| 2002 | Best Scorer EBSL Montpellier                                                                                     |
| 2002 | Top Scorer EBSL North Group                                                                                      |
| 2002 | Prince Albert Monaco Selection Team                                                                              |
| 2003 | Most Valuable Player EBSL Linz                                                                                   |
| 2004 | 8. Platz X. World Championships                                                                                  |
| 2004 | Best Scorer EBSL Final Monaco                                                                                    |
| 2005 | Best Scorer Master Cup Amneville                                                                                 |
| 2005 | Gewinner EBSL Group C                                                                                            |
| 2005 | European Champion (Euro Beach Soccer Cup 2005 in Moskau, Russland)                                               |
| 2006 | Gewinner EBSL Linz                                                                                               |
| 2006 | Gewinner EBSL Scheveningen                                                                                       |
| 2007 | Gewinner Pro Beach Soccer Tour Winterthur                                                                        |
| 2007 | Top Scorer Pro Beach Soccer Tour                                                                                 |
| 2007 | Gewinner Euro Beach Soccer Nations Cup Linz                                                                      |
| 2007 | Best Scorer Euro Beach Soccer Nations Cup Linz                                                                   |
| 2007 | Gewinner Euro Beach Soccer Qualifyer Athens                                                                      |
| 2008 | Gewinner 4-Nations Cup Eger (HUN)                                                                                |
| 2008 | 5. Platz FIFA Beach Soccer Qualifyer in Benidorm (Spanien)                                                       |
| 2008 | Gewinner EBSL Group A Lignano (ITA)                                                                              |
| 2008 | Gewinner EURO-Nationscup Linz (AUT)                                                                              |
| 2008 | Vice-Champion Euro Beach Soccer Cup in Baku (Azerbaidjan)                                                        |
| 2008 | Gewinner Danubia Cup Bratislava (SLO)                                                                            |
| 2008 | Gewinner South Russian Championship mit Rostov in Anapa (RUS)                                                    |
| 2009 | Vice-Champion Euro Beach Soccer Cup in Rom (Ita)                                                                 |
| 2009 | Vice World Champion of FIFA Beach Soccer World Cup in Dubai                                                      |
| 2010 | Gewinner Euro Beach Soccer League Lignano (Italy)                                                                |
| 2010 | 4. Platz FIFA Beach Soccer Qualifyer 2010 in Bibione (Ita): Qualifiziert für den FIFA Worls Cup 2011 in Italien  |
| 2010 | Gewinner Euro Beach Soccer League Den Haag (Netherland).                                                         |
| 2010 | Gewinner Ge Money Bank Beach Soccer Tour in Lausanne / Zurich Main Station                                       |
| 2011 | Gewinner EBSL Ravenna (Ita)                                                                                      |
| 2011 | 10. Platz FIFA Beach Soccer World Cup in Ravenna / Italy                                                         |
| 2011 | Intercontinental Cup Dubai                                                                                       |
| 2012 | Gewinner Euro Beach Soccer League Terracina, Italien                                                             |
| 2012 | Gewinner BSWW World Tour Al Jadida, Marokko                                                                      |
| 2012 | Gewinner Euro Beach Soccer League Torredembarra, Spanien                                                         |
| 2012 | Europameister 2012 (Gewinner Euro Beach Soccer League Finale Den Haag, Holland)                                  |
| 2013 | Runner Up Nations Cup Santos, Brasilien                                                                          |
| 2013 | Gewinner Euro Beach Soccer League Valence, Frankreich                                                            |
| 2014 | Runner-Up FIFA Beach Soccer Qualifyer 2014 Jesolo, Italien: Qualifiziert für den FIFA World Cup 2015 in Portugal |
| 2014 | Runner-Up Euro Beach Soccer Cup in Baku, Azerbaidjan                                                             |
| 2014 | Gewinner Euro Beach Soccer League in Catania, Italien                                                            |
| 2015 | Gewinner EBSL Siofok, Ungarn                                                                                     |
| 2015 | Gewinner Thailand Cup, Bangkok                                                                                   |
| 2015 | 4. Platz European Olympic Games in Baku, Azerbaidjan                                                             |
| 2015 | Viertelfinale FIFA World Cup in Espinho, Portugal                                                                |
| 2016 | Gewinner Copa Lagos, Nigeria                                                                                     |
| 2016 | Vice Champion FIFA Beach Soccer Qualifyer, Jesolo                                                                |
| 2016 | Runner-Up EBSL in Moskau, Russland                                                                               |
| 2016 | Gewinner EBSL Sanxenxo, Spanien                                                                                  |
| 2016 | Gewinner Kalik Cup Nassau, Bahamas                                                                               |
| 2017 | 5. Platz FIFA Beach Soccer World Cup, Bahamas                                                                    |
| 2017 | Gewinner Beach Soccer Cup, Marokko                                                                               |
| 2017 | Runner-Up EBSL Moskau, Russland                                                                                  |
| 2017 | Runner-Up International Beach Soccer Grand Prix GuangZou, China                                                  |
| 2018 | Runner-Up EBSL Moskau, Russland                                                                                  |
| 2018 | Runner-Up EBSL Baku, Azerbaidjan                                                                                 |
| 2019 | Bronze an den European Games, Minsk                                                                              |
| 2019 | Qualifikation World Beach Games, Qatar                                                                           |
| 2019 | Qualifikation Fifa Beach Soccer World Cup, Paraguay                                                              |
| 2020 | Runner Up EBSL Superfinale Nazare, Portugal                                                                      |
| 2021 | FIFA Beach Soccer World Cup Moscow, Russia, Bronze Medal                                                         |
| 2022 | Beach Soccer Europameister 2022 (Gewinner Euro Beach Soccer League Finale Sardinien)                             |

### Erfolge auf nationaler Clubebene
| Jahr | Verein                                                                             |
| ---- | ---------------------------------------------------------------------------------- |
| 2013 | Tahiti Nationalmannschaft: 4. Platz im FIFA Beach Soccer World Cup in Tahiti       |
| 2013 | Schweizermeister mit Sable Dancers                                                 |
| 2015 | Tahiti Nationalmannschaft: Vize-Weltmeister FIFA Beach Soccer World Cup in Espinho |
| 2017 | Gidi Sharks Lagos, Nigeria: Copa Lagos Talent Scouting                             |
| 2018 | BSC Kristall Winner Intercup                                                       |
| 2018 | BSC Kristall Winner Russia Supercup                                                |
| 2018 | BSC Kristall Winner Nazare Cup                                                     |
| 2018 | BSC Kristall Winner Russia Championship                                            |
| 2019 | BSC Kristall Winner Nazare Cup                                                     |
| 2019 | BSC Kristall Winner Russia Championship                                            |
| 2020 | BSC Kristall Winner Nazare Cup                                                     |
| 2020 | BSC Kristall Winner Euro Winner Cup (CHAMPIONS LEAGUE OF BEACH SOCER)              |
| 2021 | BSC Kristall Winner Russia Championship                                            |
| 2021 | BSC Kristall Winner Nazare Cup                                                     |
| 2021 | BSC Kristall Winner Euro Winner Cup (CHAMPIONS LEAGUE OF BEACH SOCER)              |

## Fussball (als Spieler)
| Jahr      | Verein                                        |
| --------- | --------------------------------------------- |
| 1978–1990 | FC Nordstern Basel                            |
| 1990–1992 | FC Nordstern (1. Liga)                        |
| 1992–1995 | FC Riehen (1. Liga)                           |
| 1995–1996 | FC Solothurn (NLB)                            |
| 1996–1999 | FC Breitenbach und FC Riehen (1. und 2. Liga) |

## Sonstiges
- Certificate of Club Management: University of Freiburg (SOMIT)
- Autor des Lehrbuchs "Beach Soccer, Spielidee und Regeln – Technik und Training" (Copress Sport 2010)
- Autor des FIFA Beach Soccer Coaching Book
- 2013 gekürt zum Chevalier de l'Ordre de Tahiti Nui
- Gründer der Sportmarke BUMBUMBEACH
- Gründer / CEO Starc Marketing & Sports GmbH

## Privates
Angelo Schirinzi absolvierte 1994 die Matura in Basel und studierte danach Jura an der Universität Basel. Er ist seit 1997 verheiratet und hat vier Kinder.